# Едвард Тириак'ян
Е́двард Ашо́т Тириак'я́н (Тир'якян, Тіріак'ян, Тирик'ян, англ. Tiryakian, вірм. Էդվարդ Աշոտ Թիրյաքյան) (6 серпня 1929 — 1 лютого 2025) — американський соціолог вірменського походження, основоположник екзистенціальної соціології.

## Життєпис
Едвард Тириак'ян народився 6 серпня 1929 року в Бронксвілі, штат Нью-Йорк, у вірменській родині.
Навчався у Принстонському (магістр) та Гарвардському (доктор філософії) університетах, де його вчителями були Жак Марітен, Талкотт Парсонс та Питирим Сорокін. Тириак'ян згодом викладав в обох цих установах, перш ніж перейти в 1967 році на свою нинішню посаду професора соціології в Дюкському університеті.
1953 року одружився з Джозефіною Сінтрон (англ. Josefina Cintron), яка в 1952 році стажувалася в Гарварді. У подружжя народилося двоє дітей — Едмунд та Едвін.
Як справжній наставник, Тириак'ян сприяв молодим ученим, зокрема, він п'ять разів проводив серію гуманітарних літніх семінарів у Дюкському університеті з 1978 по 1991 рр. У цьому ж університеті Тириак'ян був керівником департаменту та Директором Міжнародного відділу й відіграв велику роль у інтернаціоналізації університету. Він також займав пост президента Північноамериканського товариства з вивчення релігії з 1981 по 1984 рік та був удостоєний звання почесного доктора Університету Рене Декарта в Парижі (1985). Він був заслуженим керівником Програми Фулбрайта навчання нового тисячоліття у 2002–2003 роках. У 2004 році отримав звання почесного професора Дюкського університету. У 2004–2005 роках очолював Секцію історії соціології в Американській соціологічній асоціації.
Подружжя Тириак'ян створило Фонд стипендій аспірантів (англ. Graduate Student Dissertation Fellowship Fund), який підтримує тих, хто вивчає історію та соціологію — ті науки, які вивчали Едвард та Джозефіна, коли вони зустрілися та закохалися.

## Основні віхи наукового доробку

### Спрямування головних праць Тириак'яна
У праці Тириак'яна «Соціологізм і екзистенціалізм» (1961) він проаналізував подібності та відмінності у вивченні особистості й суспільства Емілем Дюркгаймом та групою філософів-екзистенціалістів, серед яких Серен К'єркегор, Мартін Гайдеґґер, Жан-Поль Сартр та інші. Тириак'ян підняв питання, пов'язані з відносинами між соціологією та філософією в своєму важливому есе «Екзистенціальна феноменологія і соціологічна традиція». У цих та багатьох інших творах про Дюркгайма, він відкрив нові важливі горизонти для соціології, вивівши обговорення його робіт за рамки позитивізму, в яких воно часто знаходилося.
У деяких колективних працях, Тириак'ян об'єднався з іншими своїми колегами щоб зосередити увагу на соціологічних дослідженнях таких явищ, як езотерична культура, глобальна криза, і роль нового націоналізму в сучасних західних суспільствах. Його різноманітні дописи щодо символічного повстання в соціальних змінах створили дуже серйозні підстави для вивчення релігійного інакомислення, окультних практик, сексуальних експериментів, стилістичних повстань та інших явищ «на межі видимості» як важливих провісників більш широких політичних революцій та соціальних змін. Результатом стало не тільки включення до соціологічних досліджень забутих культурних явищ, а й теоретичне висвітлення процесів, пов'язаних з тим, що Парсонс називав «латентністю» та «моделлю обслуговування» структури суспільства.
Його численні статті присвячені в основному одній глобальній темі — всі вони задумані як етапи на шляху створення «загальної теорії соціального існування». Вона покликана розкрити природу людини, суспільства та історії й являє собою строкату мозаїку з уривків ідей Парсонса та Сорокіна, Гайдеґґера та Дюркгайма, Мерло-Понті, Макса Вебера, Леві-Стросса, Зіммеля, Беккера та ін.

### Структурна соціологія
Концепцію Тириак'яна називають ще «Структурною соціологією». У тому, що стосується вирішення корінних філософських питань соціології, Тириак'ян вважає себе послідовником екзистенціальної феноменології М. Мерло-Понті. Він переглядає взаємовідносини філософії та соціології. Вчений припускає, що в питанні діалогу соціології та філософії необхідно зупинитися, перш за все, на екзистенційній думці як на такому напрямку найбільш загального людського знання, який найближче підійшов до проблеми людини і гостро запитує, звертаючись до «живих» питань її існування. З іншого боку, найкращим посередником цього діалогу з боку соціології може виступати соціологізм Еміля Дюркгайма, а також ряд інших концепцій і теорій (наприклад, структурний функціоналізм Талкотта Парсонса), які насправді несуть у собі набагато більше «точок конвергенції», ніж це уявляє собі сучасна соціологічна теорія.

#### Природасоціальної реальності
Соціальна реальність є глобальним феноменом інтерсуб'єктивності свідомості, тобто, вона по-суті є соціально-психологічною реальністю. Соціальні феномени не є фіксованими статичними сутностями. Вони існують, вони постійно перебувають в процесі становлення. Вони є актуалізацією або маніфестацією екзистенційної основи можливостей, і саме ця основа й є соціальною структурою. Ця латентна, не феноменальна, а реальна основа, що підлягає актуальному існуванню соціальних феноменів, є онтологічною базою соціальної поведінки та розвитку. Вона і є культурою.

#### Моральяк джерело соціальногопрогресу
Акт сприйняття не зводиться до дії фізіологічних або неврологічних механізмів сприймаючого суб'єкта, каже Тириак‘ян, керуючись запропонованим Мерло-Понті феноменологічним аналізом сприйняття. Згідно з Мерло-Понті, сприйняття як діяльність людської свідомості «триєдине»: воно включає в себе сенсорний, когнітивний і нормативний, або морально-оцінний, аспекти. Останній аспект є в наявності постійно, хоча оцінка може бути й неусвідомленою. Значення, яке має феномен для сприймаючого його індивіда, завжди містить в собі оцінний елемент; феномен завжди є морально значимим, хоча моральна значимість може існувати у свідомості латентно.
Саме моральний компонент сприйняття є елементом, який конституює існування й зміну соціальних структур. Суспільство може розглядатися як феномен, що знаходиться в динамічному напруженні, породженому конфліктом інституційних феноменів, характерних для «суспільного життя», та неінституціональних феноменів, які ніби лежать збоку від узаконеної та суспільно заохочуваної діяльності. Наростаюча актуалізація неінституціональних феноменів і вказує, власне, на здійснення соціальної зміни.

#### Релігійний фактор формування соціального життя
Розчленовуючи соціальний порядок (точніше, моральний, нормативний), Тириак'ян знаходить більш специфічне джерело розвитку не моралі взагалі, а релігійну мораль, точніше, моральний компонент неінституціоналізованої релігії. Причому, розуміється остання досить широко: до неї включаються й різноманітні квазірелігійні групи, секретні товариства, езотеричні культури, теософські рухи тощо.
Сутність релігії він бачить в її моральному характері. Звідси його висновки: неісторічність релігії, фактичне ототожнення соціального з релігійним.

#### «Минуле»як становлення
Згідно з Тириак'яном, будь-який соціальний феномен не може розглядатися статично, він є процесом, становленням, рухом у часі; причому час розуміється ним не як фізичний або математичний абсолютний час. Посилаючись на Дюркгайма й на ряд соціологів феноменологічного напрямку (зокрема, на К. Маннгайма), Тириак'ян намагається довести, що соціокультурний час є похідним від екзистенціального досвіду індивіда в процесі його соціального існування. Розвиваючи свій аналіз соціокультурного часу, американський соціолог звертається до роботи Гайдеґґера «Буття і час», зокрема, до проблеми «екстазису». «Екстазис» означає «розпростертість» людського існування в минуле й майбутнє.
Вчений пропонує розглядати минуле як актуалізацію, як безперервний процес становлення. По-перше, будучи невід'ємним елементом ситуації сьогодення, минуле безперервно зростає, воно продовжує зростати з плином історичного часу, в процесі актуалізації майбутнього в подіях сьогодення. По-друге, минуле зростає, актуалізується в ході самої діяльності істориків, які відкривають минуле, в процесі «історизування». По-третє, минуле змінюється в подіях сьогодення. Хоча історики зайняті минулим, вони діють в сьогоденні, й будь-яке значення минулого є його значенням для суб'єкта, який перебуває в сьогоденні. Саме ж сьогодення виникає з актуалізації майбутнього як основи можливостей. І, в свою чергу, історичне майбутнє формується на базі історичного минулого.
Приблизно так само, як історики реіфікують минуле, каже Тириак'ян, соціологи реіфікують суспільство або соціальну систему. Соціальні структури, які є інтерсуб'єктивною основою соціальних дій, глибоко приховані, «латентні», а тому вони рідко стають предметом соціологічного дослідження. Соціологія реіфікує безпосередньо видиму інституційну систему, сприймаючи її як справжню структуру суспільства.

#### Співвідношеннясоціології,культурної антропологіїтаісторії
З розгляду часу та суспільства як феноменів випливає необхідність взаємодії історії та соціології, так само, як з розгляду зв'язку суспільства та культури випливає необхідність взаємодії соціології та культурної антропології.
Передбачається істотна зміна традиційної соціологічної схеми. Ця зміна передбачає, по-перше, необхідність для соціологічної теорії (оскільки вона бажає бути загальною теорією, тобто розуміти соціальну реальність у всій її складності та глибині) співвіднесення інституційного життя з латентними соціальними структурами, і, по-друге, неможливість соціологічного аналізу без розгляду соціального часу та історії.
З трактуванням суспільства як феномена моральної природи пов'язана і характеристика Тириак'яном взаємовідносин між історією і соціологією. Його цікавить в першу чергу специфіка соціального сприйняття часу. Стверджуючи необхідність аналізу часу як соціокультурного становлення, вчений протестує проти будь-якого застосування в соціології поняття «абсолютного», математичного або фізичного, часу. Прийняття або неприйняття дослідником точки зору «абсолютного часу» визначається не його бажанням або небажанням, а його фундаментальною теоретичною позицією. Відмова від аналізу «абсолютного часу» є відмовою від аналізу суспільства як об'єктивного процесу, який формується в часі й просторі. Суб'єктивізація часу, таким чином, виявляється паралельною спіритуалізацією суспільства.

#### Кореляція структурособистостійкультури
У концепції Тириак'яна саме культура є справжньою структурою суспільства, основою виникнення, існування та зміни соціальних інститутів, які конституюються в процесі актуалізації певних елементів цієї культурної основи. Культура, за визначенням вченого, є багатошаровою системою символів, кожен з яких виражає суть певної ціннісної орієнтації. Середовищем існування цих символів є інтерсуб'єктивність створення «соціально-психологічної реальності». Символи розташовуються на різних рівнях цієї реальності. В єдності особистості і культури, як воно розуміється екзистенціальною соціологією, «онтології» відповідає релігія та мораль, «оптиці» наявна історична ситуація та наявний соціальний порядок.

#### Соціальніта«соцієтальні»зміни
Екзистенціальна соціологія розглядає соціальні феномени в їх становленні, в нескінченному процесі. Соціальний порядок у такій концептуальній схемі має статус нітрохи не вищий, ніж соціальна зміна. І те й інше — це процес актуалізації елементів культурної матриці. Але це ще не теорія соціальної зміни, а її метатеоретична передумова. Соціальна зміна аналізується в термінах соціальної теорії як:
- соцієтальна зміна, тобто зміна в масштабах всього суспільства;
- соцієтальна — це якісна зміна, перерва, стрибок у загальній нормативній моделі організації.

Іншими словами, соцієтальна зміна носить революційний характер. Тириак'ян особливо підкреслює момент революції як характерний момент соцієтальної зміни, на відміну від соціальної зміни, яка відбувається шляхом поступової кількісної зміни в рамках даної інституційної структури, тобто носить еволюційний характер. Адекватною моделлю соціальної зміни (на відміну від соцієтальної) може служити, за Тириак'яном, парсонівська модель «структурної диференціації». Що ж до його власної теорії зміни, то модель структурної диференціації є її передумовою, так само як соціальна зміна є передумовою соцієтальної. Аналіз соціальної зміни повинен показати, що соцієтальна зміна є не «випадковою» й не «ірраціональною», що вона буває закономірною як реакція на напруження, які виникають всередині цієї інституціональної структури.
Соціальна зміна, на думку соціолога, є зміною соцієтальною, тобто відбувається на рівні цілісного суспільства, вона є революційною за своєю формою, вона є релігійно-моральною зміною за своїм змістом і за своїми рушійними силами. Соціологія повинна розглядати виникнення неінституціоналізованої морально-релігійної свідомості нових культурних символів як показник джерела і можливого напрямку соцієтальної зміни.

#### Значення«кризи»в процесі змінисоціальної системи
Найважливішим етапом соцієтальної зміни є момент «кризи», момент, коли масштабність структурних змін стає очевидною для більшості спостерігачів, але коли результат передбачуваного стрибка ще не ясний. Після кризи революція може розвиватися, вважає Тириак'ян, або в напрямку конструктивної (ненасильницької) соціоекономічної діяльності або ж у напрямку деструктивної (насильницької) соціополітичної трансформації. Таким чином, революція, схоплена в своїй найвищій миті, в момент кризи, являє собою єдність двох процесів: з одного боку, це закінчення і одночасно кульмінація процесу структурного розпаду, з іншого — початок формування нових структур.

#### Соціальне прогнозування
Деяка частина суспільства, згідно з Тириак'яном, принципово не інституціоналізується. Звідси випливає невідповідність будь-якого прогнозу реальності. Звідси й неминучість того, що будь-яка запланована соціальна зміна, яка ґрунтується на соціально-історичному прогнозі, не може бути здійснена в тому вигляді, в якому вона була задумана. Не враховані (й принципово не можуть бути врахованими) в процесі планування глибинні впливи культурної основи можуть порушити передбачуваний хід зміни або зробити її неможливою взагалі. Тириак'ян говорить про обмеженість прогнозу, пропонуючи схему прогнозування, яка полягає в зіставленні структурних характеристик сьогодення з тими структурними характеристиками, які в історичних ситуаціях минулого передували певному ходу подій, і в продукуванні на основі цього більш-менш ймовірних суджень про можливий хід соціально-історичного процесу.

#### Індекс революційного потенціалу
Екзистенціальна соціологія береться пророкувати досить однозначно кризовий пункт соціального розвитку — момент революції. Тириак'ян висуває ідею так званого індексу революційного потенціалу. Такий індекс повинен являти собою суму емпіричних індикаторів, які свідчать про наступаючий «стрибок» у розвитку соціальної організації. Це такі індикатори, як зростання урбанізації, широке поширення сексуального проміскуїтету й зникнення суспільної нетерпимості по відношенню до нього, значне зростання неінституціоналізованих релігійних феноменів. Він є шкалою інтервалів, де нульове значення є випадковим, а інтервали між значеннями є рівними.
Точка «0» є деяким гіпотетичним станом «утопії». Відсутні напруження, які можуть призвести до трансформації соціальної системи; жоден елемент системи, жодна група не мислить навіть можливості іншої громадської організації, відсутні протиріччя між мораллю і актуальною емпіричної діяльністю, суспільство є «гомогенною моральною спільнотою». Точка «1» — момент кризи, кульмінація революції, момент повної анархії й «аномії», руйнування старої інституційної структури. Проміжні точки шкали припускають проміжні рівні соціальної деструкції. При рівні соціальної дезорганізації вище «0,85» хід подій, припускає Тириак'ян, неминуче призведе до революції, контрреволюції або іншої радикальної альтернативи, принаймні, загибель та докорінне перетворення існуючої системи є неминучими.

## Основна бібліографія
- Theoretical Sociology: Perspectives and Developments / edited by John C. McKinney and Edward A. Tiryakian. New York: Appleton-Century-Crofts. — 1971. (укр. Теоретична соціологія: Перспективи та розвиток)
- Tiryakian E. Civilizational Analysis // Rethinking Civilizational Analysis / edited by Said A. Arjomand and Edward A. Tiryakian. Sage. — 2004. — pp. 30–47. — ISBN 1 4129 0183 9. (укр. Цивілізаційний аналіз)
- Tiryakian E. Comparative Perspectives on Ethnicity and Ethnic Conflicts // Ethnicity, Ethnic Conflicts, Peace Processes: Comparative Perspectives / edited by Edward A.Tiryakian. de Sitter Publication. — 2005. — pp. 1–17. (укр. Порівняльні перспективи етнічності та етнічних конфліктів)
- Tiryakian E. Durkheim, Solidarity and September 11 // The Cambridge Companion to Durkheim / edited by Jeffrey C. Alexander and Philip Smith. Cambridge University Press. — 2005. — pp. 305–321. (укр. Дюркгайм, солідарність та 11 вересня)
- Tiryakian E. Ethnicity, Ethnic Conflicts, Peace Processes: Comparative Perspectives. de Sitter Publications. — 2005. — ISBN 1-897160-08-9. (укр. Етнічність, етнічні конфлікти, світові процеси: порівняльні перспективи)
- Tiryakian E. Existential Phenomenology and the Sociological Tradition // American Sociological Review. — 1965. — Vol. 30. — № 5. — P. 674—688 (укр. Екзистенціальна феноменологія і соціологічна традиція).
- Tiryakian E. For Durkheim. Essays in Historical and Cultural Sociology, Rethinking Classical Sociology. Ashgate. — 2009. — ISBN 9780754671558. (укр. Для Дюркгайма. Есе з історії соціології та соціології культури, переосмисленя класичної соціології)
- Tiryakian E. From the welfare state to the warfare state // Contexts. University of California Press. — vol. 4. — no. 2. — pp. 23–24. (укр. Від соціальної держави до воєнної держави)
- Tiryakian E. Parsons and the Human Condition // After Parsons. A Theory of Social Action for the Twenty-First Century / edited by Renee C. Fox, Victor M. Lidz, and Harold J. Bershady. Russell Sage Foundation. — 2005. — pp. 267–288. (укр. Парсонс та стани людини)
- Tiryakian E. Sociologism and Existentialism: Two Perspectives on the Individual and Society. — Englewood Cliffs (NJ.), 1962 (укр. Соціологізм та екзистенціалізм).
- Tiryakian E. Structural Sociology / E. Tiryakian // Theoretical Sociology: Perspec tives and Developments / [Ed. by McKinney J., Tiryakian E.]. — N. Y.: Appleton Century Crofts, 1970. — P. 111—135 (укр. Структурна соціологія).
- Tiryakian E. Third Party Involvement // Ethnic Conflict: The Case of the Kosovo War / edited by George A. Kourvetaris, Victor Roudometof, K. Koutsoukis, and A.G. Kourvetaris. Boulder: East European Monographs (Columbia University Press, distributor). — 2002). (укр. Участь третьої сторони)
- Tiryakian E. «Three Levels of Teaching Durkheim» // Teaching Durkheim / edited by Terry F. Godlove, Jr. Oxford University Press. — 2005. — pp. 29–50. (укр. "Три рівні вивчення Дюркгайма")